# 茨城県立下館工業高等学校
茨城県立下館工業高等学校（いばらきけんりつ しもだてこうぎょうこうとうがっこう）は、茨城県筑西市玉戸に所在する公立の工業高等学校。

## 概要
生徒はどの学科に入学しても機械、電気、建設工学、電子の基礎知識を学び、技術・技能を身につける。実習においては、コンピュータをはじめ、各科の内容を総合的に学習できる。また、進路に合った様々な資格が取得できる。就職希望者の就職率は100%を誇っており、大学への進学率も工業高校の中ではトップである。部活動は全員入部制をとっていたが、2023年度から希望者のみの入部となった。特にワンダーフォーゲル部は、全国大会に出場して2連覇を達成した実績がある。

## 沿革
- 1962年4月1日 - 茨城県立下館工業高等学校創立。機械科、電気科、電気通信科設置。
- 1963年4月1日 - 電気通信科が電子科となる。
- 1965年3月 - 電気通信科廃止。
- 1970年11月 - プール完成。
- 1980年8月 - 第2体育館完成。
- 1981年12月 - 特別教室棟完成。
- 1983年3月 - 電気・電子科実験実習棟完成。
- 1987年3月 - 機械科実験実習棟完成。
- 1994年4月1日 - 建設工学科設置。
- 1994年4月1日 - 電気科1学級募集停止。
- 1995年3月 - 建設工学科実験実習棟完成。
- 2004年3月 - 本館完成

## 交通
- 関東鉄道常総線大田郷駅から徒歩10分